# 懐かしい年への手紙
『懐かしい年への手紙』(なつかしいとしへのてがみ)は、大江健三郎の長編小説である。1987年（昭和62年）に講談社から出版され、1992年（平成4年）には講談社文芸文庫より文庫版が出版されている。

## 概要
『同時代ゲーム』以来8年ぶりの原稿用紙1,000枚の書き下ろし大長編であり、大江文学の集大成と受け止められた。また、1994年（平成6年）のノーベル文学賞受賞時の受賞理由の文書で挙げられた四作のうちの一作である。
単行本の帯には、表裏にそれぞれ以下のコピーと著者のメッセージの記載がある。
「純文学書下ろし長編　ダンテ「神曲」の示す<地獄>と<煉獄>のはざまで、循環する時を彷徨する現代人の魂の行末─その死と再生の物語1,000枚。」
「自分のなかに「祈り」と呼ぶほかにないものが動くのを感じてきた。生涯ただ一度書きえる、それを語りかける手紙。その下書きのように、この小説を書いた。故郷の森に住んで、都会の「僕」の師匠（注:ルビ パトロン）でありつづける友。かれは事故のようにおそう生の悲惨を引き受けて、荒あらしい死をとげる。かれの新生のために、また自分のもうひとつの生のために、大きい懐かしさの場所をつくらねばならない…… 　大江健三郎」
物語においてその一生が語られる、架空の人物であるギー兄さんの人物造形は、大江自身の言によると、「僕自身がそのように生きるべきであった（注:そのように生きるべきであったに傍点)理想像が投影されている 」と同時に、「弟的性格（注:弟的性格に傍点）」の大江が「人生の様ざまな局面でみちびかれた」「これまで出会ってきた多くのギー兄さん的人格（注:ギー兄さん的人格に傍点）が合成されている」ということである。

## あらすじ
本書は、故郷の「谷間の村」に世界の様々な民俗信仰にみられる世界観、宇宙観である「永遠の夢の時（ジ・エターナル・ドリーム・タイム）」を見出す二人の人物の交感の物語である。「永遠の夢の時」とは「はるかな昔の 「永遠の夢の時 」に、大切ななにもかもが起った。いま現在の 「時 」のなかに生き死にする者らは、それを繰りかえしているにすぎない」という考え方である。「永遠の夢の時」は作中で物語の語り手で主人公である作家Kによって柳田國男の用語から「懐かしい年」とも言い換えられている。
物語を通して一生が語られるギー兄さんは、物語の語り手の作家Kより5歳年長で、Kの終生の精神的な「師匠」（原文ではパトロンとルビがふられている）である。ギー兄さんは「谷間の村」の高みの「在」の屋敷に住み、彼の家は「テン窪」を含め広大な山林を保有する富裕な家である。
作家Kとギー兄さんの出会いは、10歳のKが当時15歳のギー兄さんの勉強のお供をする役割を与えられたことによる。戦時中の「谷間の村」で女装をして千里眼を行い戦地の兵士の安否をうらなうというような土俗的に特殊な役割を与えられていた少年であるギー兄さんは「谷間の村」の口頭伝承に通じており、伝承による魂についての考え方をKに教育する。
中学生であるギー兄さんは、敗戦により「谷間の村」にやってきた進駐軍の通訳を立派に務め、褒美に英詩のアンソロジーを受け取った。そこからギー兄さんのイェーツへの熱中が始まる。Kが大学受験に失敗して浪人をすることになると、東京の大学を出た後、谷間の村に戻り、高等遊民のような生活をしていたギー兄さんが受験指導にあたることになった。そこで英語の勉強にイェーツ全集を読むことにする。ギー兄さんは、詩集には、自分が生まれてくる前のことから、これからの生のすべてと、またその後のことまで、全部ふくまれて表現されているという。ギー兄さんは指導の傍、ダンテも原著で読み始めた。
Kは、ギー兄さんから、将来、歴史家になることをすすめられる。既存の日本の歴史学界ではなく、外国の歴史学の動向に直にアクセスして方法論を学び「谷間の村」の神話と歴史を研究するとよい、という。そのために外国語に習熟する必要がある。
大学に入ると、Kは大学の懸賞小説に当選したことを契機に、学生作家としてデビューすることになった。商業デビュー作『死者の奢り』が発表されるとKは文壇のスターとなり、ひっきりなしに執筆依頼が舞い込むようになった。それに応える形で多忙なスケジュールをこなしていたがそういう状況に忸怩たるところもあった。ものにしようとしていたフランス語の学習は中途半端になってしまったし、濫造している小説の出来にも納得していなかったからである。しかし、そうした作家生活を送ることには理由もあった。経済的に自立して、高校時代の友人の秋山くんの妹のオユーサンと結婚するためであった。
Kの結婚当時は、60年安保闘争の時代であり、Kは若き作家として政治参加をして積極的に発言、行動していくことになる。国会前の大規模なデモが行われた際は、Kは招待された作家・評論家の団体の一員として中国を旅行していた。ギー兄さんは、そのKの留守に、オユーサンがKの代理でデモに参加して危険な目に合うのでは、との杞憂に懊悩し、止むに止まれず上京してデモの群れのなかに飛び込んでいった。そして乱闘に巻き込まれて頭に大怪我を負う。そこでギー兄さんを介抱してくれた新劇女優の繁さんとギー兄さんはパートナーとなった。
繁さんが中野重治を引いて言った「受け身はよくない」という言葉に励まされ、ギー兄さんはそれまでの高等遊民の生活をやめ、郷里の「谷間の村」に「根拠地」(原文では傍点が振られている)を築くことにする。若い衆(し)を組織し、所有する土地を提供して、林業や農業の事業を協働して発展させていくと同時に、柳田國男の著作に想をえた「美しい村」を「テン窪」に建設する。また繁さんを中心に演劇などの文化活動もおこなう。そういう構想である。
折しもKは右翼のテロリストによる社会党の浅沼委員長の刺殺事件をもとにした「政治少年死す」を発表し、右翼の強力な抗議を受け、身辺に危険が及ぶ状況であった。ギー兄さんはKに「根拠地」に移住して安全を図り、そこで「谷間の村」の歴史を書いてはどうかと言ってきた。Kはオユーサンとともに「根拠地」の見学に出向くが、繁さんの、外部から文化人を招いて養うための「根拠地」造りではない、との反対から、移住は実現しない。
Kに頭部を大きく損傷した子供ヒカリが産まれた。Kは知的に障害を負うことになる子供を覚悟をもって引き受けて生活していく、その決意を固める過程を『個人的な体験』という小説に書いた。その小説のラストが無理矢理で唐突なハッピーエンドだとの批判を作家や批評家から受ける。ギー兄さんはこういう書き方だと批判をかわせると添削の手紙を送ってきた。Kはその手紙を読みながら妻と子の様子を見ているうちに、この東京の家庭で妻子を守っていくのが自分の「根拠地」だとの思いを強くする。
ギー兄さんと繁さんの間で諍いがあり、繁さんが死ぬという事件が起きる。事故の可能性もあったのだがギー兄さんは殺人の容疑を認め、刑に服することになる。「根拠地」の事業は頓挫することになった。ギー兄さんは懲役の間、ダンテとその研究書を読み込んで過ごす。Kはその事件と、ギー兄さんが既に集めてくれていた「谷間の村」の歴史資料をもとに『万延元年のフットボール』を書き上げる。
獄中のギー兄さんと疎遠になり、Kの生活の中心は息子ヒカリになっていき、Kはそれを題材にした小説を次々と発表していく。服役期間を経て出獄したギー兄さんは日本の各地を放浪する旅をしたのち、自分の父親の「お手掛け」で屋敷を切り盛りしていたセイさんの娘のオセッチャンと結婚した。ある時ギー兄さんがKの東京・成城の家を訪ねてきた。ギー兄さんとの会話の中で考えがうまれ、Kは「谷間の村」の伝承を基にした作品を執筆することになった。(『同時代ゲーム』)
そこからまたギー兄さんとは疎遠になるが、ある日「谷間の村」のKの妹アサから、ギー兄さんが危ぶまれる事業を始めてオセッチャンが心配している。実地に見に来てギー兄さんと話し合ってほしいと電話がくる。その要請を受けてKは帰郷してギー兄さんと話をする。ギー兄さんは「テン窪」の「美しい村」の跡地を、谷川に堰堤を築いて水に沈め、人造湖を作ろうとしている。これについて安全を懸念する下流の住民と対立が生じている。下流の住民は「谷間の村」の伝承で、堰きとめた水を鉄砲水にして村を全滅させた「オシコメの復古運動」が再現されるのではないかとの懸念を持っている。だがKはギー兄さんと直接話し、超越的な世界を観照する煉獄のモデルを作っているのだと説明され、憂えることはないと納得させられる。
しかし、それではもちろんギー兄さんと下流住民の対立は収まらない。人造湖では鉱泉が湧き出し、水は黒く濁り臭い匂いを発し始めた。ギー兄さんが癌を発症し入院している最中、反対派による堰堤の爆破事件がおこりセイさんが怪我を負う。癌の切除の術後見舞いに訪ねたKに、ギー兄さんは手術中にみた夢について話す。「自分が鉄砲水になって突き出す。その黒ぐろとしてまっすぐな線が、つまり自分の生涯の実体でね、世界じゅうのあらゆる人びとへの批評なんだよ。愛とはまさに逆の …」
退院後ギー兄さんと住民の対立は更に激しさを増し、対話の集会の開催された夜、ギー兄さんは襲撃され、遺体が人造湖に浮いて発見される。オセッチャンとアサはボートを漕ぎ出してギー兄さんの遺体を人造湖中央の煉獄の島に引き上げ、体を拭いて清め、青草の上に横たえた。Kが顛末を聞いて想起するその情景は、ダンテの詩にかさねて清く朗らかで、懐かしいイメージである。その循環する時、「懐かしい年」に向けて手紙を書き続ける、そのことが今後の自分の死ぬまでの仕事となるだろうとKは決意する。

## 主要登場人物
K
四国の森の中の「谷間の村」出身の小説家。　
ギー兄さん
「谷間の村」の「在」の富裕な家に生まれ、故郷にとどまって独学でダンテの研究している人物。Kの「師匠」である。
オユーサン
Kの松山での高校時代の、年長の友人、秋山君の妹。Kの妻となる。
ヒカリ
Kの長男。頭に欠損を抱えて生まれた。知的な障害がある。
セイさん
ギー兄さんの父親の元「お手掛け」で一時神戸で結婚生活をしていたが、「谷間の村」に戻ってきてギー兄さんの屋敷の全般の面倒をみている。
オセッチャン
セイさんが「お手掛け」をやめて神戸で結婚していたときにできた娘。セイさんが「谷間の村」に連れて戻ってきた。ギー兄さんの妻となる。
繁さん
ギー兄さんが60年安保のデモ行進に巻き込まれて負傷した際に知り合った新劇女優。ギー兄さんとパートナーとなる。ギー兄さんとの諍いが生じた結果、事故死する。
アサ
Kの妹で「谷間の村」のKの実家で暮らしている。折々「谷間の村」やギー兄さんの状況を電話で伝えてくる。

## 時評
作品発表時の時評として主なものに以下のものがある。
- 津島佑子「『懐かしい年への手紙』に重ねて思うこと」『群像』1987年12月
- 島田雅彦「トランスパーソナルな小説空間『懐かしい年への手紙』」『新潮』1987年12月号
- 池内紀「耐えざる問いの試みー大江健三郎『懐かしい年への手紙』」『文學界』1987年12月号
- 筒井康隆「新しい手法への意志ー大江健三郎『懐かしい年への手紙』」『波』1987年12月
- 久間十義「大江健三郎『懐かしい年への手紙』」『文藝』1988年2月号
- 笠井潔「『思わせぶり』のレトリックーデュアル・クリティック大江健三郎『懐かしい年への手紙』」『早稲田文学』第８次 1988年3月号
- 柄谷行人「同一性への回帰ー大江健三郎」『海燕』1988年4月号
- 菅野昭正「根拠地の思想ー大江健三郎『懐かしい年への手紙』をめぐって」群像1988年12月号

## 書誌情報
- 『懐かしい年への手紙』（1987年、講談社）
- 『懐かしい年への手紙』〈講談社文芸文庫〉（1992年、講談社）
- 『大江健三郎小説9』（1997年、新潮社）
- 『大江健三郎全小説11』（2019年、講談社）

### 翻訳
フランス語
- René de Ceccatty、Ryôji Nakamura訳『Lettres aux années de nostalgie』〈Du monde entier〉（1993年、	Gallimard）

朝鮮語
- 서은혜訳『그리운 시절로 띄우는 편지』〈大江健三郎小説文学全集16〉（1996年、고려원）

イタリア語
- Emanuele Ciccarella訳『Gli anni della nostalgia』〈Garzanti elefanti〉（2001年、Garzanti）

スペイン語
- Miguel Wandenbergh訳『Cartas a los años de nostalgia』〈Compactos Anagrama341〉（2004年、Editorial Anagrama）